# شهرستان گراندی (آیووا)
شهرستان گراندی، آیووا (به انگلیسی: Grundy County, Iowa) شهرستانی در ایالات متحده آمریکا است که در آیووا واقع شده‌است.

## خصوصیات
شهرستان گراندی ۱٬۳۰۰٫۱۸ کیلومترمربع مساحت دارد.